# Ladislav Vízek
Ladislav Vízek (Chlumec nad Cidlinou, 1955. január 22. –) olimpiai bajnok csehszlovák válogatott cseh labdarúgó.

## Pályafutása

### Klubcsapatban
Pályafutása jelentős részét a Dukla Praha csapatánál töltötte, ahol 1975 és 1985 között játszott. Ezalatt a csehszlovák bajnokságot három és a csehszlovák kupát is három alkalommal sikerült megnyernie. 1986 és 1988 között játszott még a francia Le Havre együttesében is.

### A válogatottban
1977 és 1986 között 55 alkalommal szerepelt a csehszlovák válogatottban és 13 gólt szerzett. Részt vett az 1980-as Európa-bajnokságon, az 1982-es világbajnokságon és tagja volt az 1980-ban olimpiát nyerő válogatott keretének is.

## Sikerei, díjai
Dukla Praha
- Csehszlovák bajnok (3): 1976–77, 1978–79, 1981–82
- Csehszlovák kupa (3): 1980–81, 1982–83, 1984–85

Csehszlovákia
- Európa-bajnoki bronzérmes (1): 1980
- Olimpiai bajnok (1): 1980

Egyéni
- A Csehszlovák bajnokság gólkirálya (1): 1981–82 (15 gól)
- Az év csehszlovák labdarúgója (2): 1983, 1985